# Angelo Caloiaro
Angelo Caloiaro (nacido el 28 de julio de 1989 en San Jose, California) es un baloncestista estadounidense con nacionalidad italiana,  que juega de ala-pívot actualmente para el Osaka Evessa de la B.League japonesa.

## Carrera deportiva
Formado en la   Universidad de San Francisco (quinteto ideal de la Conferencia West Coast en 2012), sus primeros equipos como profesional fueron el Rilski Samokov búlgaro (2013) y el Mitteldeucher BC Weissefels alemán (2013/14).
En 2014, firma por el Telekom Bonn, donde promedia 12.0 puntos (58.1% en tiros de dos, 37.2% en triples y 75.1% en libres) y 4.3 rebotes en la Bundesliga (26.5 minutos en 39 partidos); y 10.6 puntos (60.0% en tiros de dos, 35.5% en triples y 72.2% en libres) y 4.7 rebotes en la Eurocup (24.0 minutos en 10 partidos).
En verano de 2015 se compromete con el  Obradoiro Clube de Amigos do Baloncesto para la temporada 2015/16. Caloiaro destacó por su gran intensidad y buen juego en las filas del Río Natura Monbus Obradoiro, con quien promedió 11.6 puntos y 5.6 rebotes por partido en la liga Endesa.
Para la temporada 2016-17, el Río Natura Monbus anhelaba la renovación de uno de sus jugadores más sólidos de la anterior temporada, pero al final el poderío económico turco hizo que el jugador continuara su carrera en el Demir Buyukcekmece.
En la temporada 2022-23, firma por el Galatasaray de la Basketbol Süper Ligi.
El 20 de junio de 2023 fichó por el Osaka Evessa de la B.League.
El 13 de junio de 2024 firmó con el Kyoto Hannaryz, también de la B.League.